# 5e étape du Tour d'Italie 2019
Pour un article plus général, voir Tour d'Italie 2019.
La 5e étape du Tour d'Italie 2019 se déroule le mercredi 15 mai 2019, entre Frascati et Terracine, sur une distance de 140 km.

## Parcours
Cette cinquième étape, beaucoup plus courte que les précédentes est une nouvelle fois le terrain de jeu des sprinteurs, avec un début de course en descente, une ascension à 50 km de l'arrivée et des petites routes. Le final se déroule sur des routes plus larges sur un circuit de 9,2 km.

## Déroulement de la course
Le peloton composé de 171 coureurs (après le retrait de Kristjan Koren) prend le départ à 14 h 09. Quelques instants après le départ de la course, le vainqueur du Tour d'Italie 2017, Tom Dumoulin abandonne dès le premier kilomètre après avoir chuté la veille même s'il avait quand même pris le départ. C'est une échappée de six coureurs qui se dessine avec Enrico Barbin, Umberto Orsini, Giulio Ciccone, Miguel Flórez, Ivan Santaromita et Louis Vervaeke. Ils comptent rapidement plus d'une minute d'avance mais Ciccone reprend sa place dans le peloton. L'écart entre les deux groupes reste assez stable avec seulement deux minutes et Orsini chute sans gravité. Le premier et le second sprint intermédiaires sont remportés par Barbin. Les commissaires annoncent que les temps des coureurs seront pris lors du premier passage sur la ligne d'arrivée à la suite des difficiles conditions météorologiques avec une forte pluie. Dans la seule ascension de la journée, Louis Vervaeke passe en tête au sommet de la côte de Sezze pour prendre ses 3 premiers points au classement de la montagne et parvient à distancer les autres coureurs de l'échappée.
Dans les 50 derniers kilomètres, les hommes intercalés se font reprendre puis c'est à Vervaeke de se faire avaler par le peloton. Au premier passage sur la ligne, les temps étant désormais pris, la plupart des équipes se font volontairement lâchés et ce sont les trains de Bora-Hansgrohe et de Deceuninck-Quick Step qui amènent les coureurs sous une pluie battante. Fernando Gaviria lance le sprint en première position et se fait déborder par Pascal Ackermann in extremis. C'est la seconde victoire de l'Allemand sur ce Giro. Primož Roglič conserve son maillot rose de leader.

## Résultats

### Classement de l'étape
| \| Classement de l'étape \| Classement de l'étape \| Classement de l'étape \| Classement de l'étape \| Classement de l'étape \| \| Coureur \| Coureur \| Pays \| Équipe \| Temps \| \| --------------------- \| --------------------- \| --------------------- \| --------------------------- \| --------------------- \| \| 1er \| Pascal Ackermann \| Allemagne \| Bora-Hansgrohe \| 3 h 15 min 44 s \| \| 2e \| Fernando Gaviria \| Colombie \| UAE Team Emirates \| + 0 s \| \| 3e \| Arnaud Démare \| France \| Groupama-FDJ \| + 0 s \| \| 4e \| Caleb Ewan \| Australie \| Lotto-Soudal \| + 0 s \| \| 5e \| Matteo Moschetti \| Italie \| Trek-Segafredo \| + 0 s \| \| 6e \| Ryan Gibbons \| Afrique du Sud \| Dimension Data \| + 0 s \| \| 7e \| Paolo Simion \| Italie \| Bardiani CSF \| + 0 s \| \| 8e \| Jenthe Biermans \| Belgique \| Katusha-Alpecin \| + 0 s \| \| 9e \| Giovanni Lonardi \| Italie \| Nippo-Vini Fantini-Faizanè \| + 0 s \| \| 10e \| Manuel Belletti \| Italie \| Androni Giocattoli-Sidermec \| + 0 s \| |                  |                |                             |                 |
| |                  |                |                             |                 |
| Source : ProCyclingStats |                  |                |                             |                 |
| Classement de l'étape |                  |                |                             |                 |
| Coureur | Coureur          | Pays           | Équipe                      | Temps           |
| 1er | Pascal Ackermann | Allemagne      | Bora-Hansgrohe              | 3 h 15 min 44 s |
| 2e | Fernando Gaviria | Colombie       | UAE Team Emirates           | + 0 s           |
| 3e | Arnaud Démare    | France         | Groupama-FDJ                | + 0 s           |
| 4e | Caleb Ewan       | Australie      | Lotto-Soudal                | + 0 s           |
| 5e | Matteo Moschetti | Italie         | Trek-Segafredo              | + 0 s           |
| 6e | Ryan Gibbons     | Afrique du Sud | Dimension Data              | + 0 s           |
| 7e | Paolo Simion     | Italie         | Bardiani CSF                | + 0 s           |
| 8e | Jenthe Biermans  | Belgique       | Katusha-Alpecin             | + 0 s           |
| 9e | Giovanni Lonardi | Italie         | Nippo-Vini Fantini-Faizanè  | + 0 s           |
| 10e | Manuel Belletti  | Italie         | Androni Giocattoli-Sidermec | + 0 s           |

## Classements à l'issue de l'étape

### Classement général
| \| Classement général \| Classement général \| Classement général \| Classement général \| Classement général \| \| Coureur \| Coureur \| Pays \| Équipe \| Temps \| \| ------------------ \| ------------------ \| ------------------ \| --------------------- \| ------------------ \| \| 1er \| Primož Roglič \| Slovénie \| Team Jumbo-Visma \| 19 h 35 min 04 s \| \| 2e \| Simon Yates \| Royaume-Uni \| Mitchelton-Scott \| + 35 s \| \| 3e \| Vincenzo Nibali \| Italie \| Bahrain-Merida \| + 39 s \| \| 4e \| Miguel Ángel López \| Colombie \| Astana \| + 44 s \| \| 5e \| Diego Ulissi \| Italie \| UAE Team Emirates \| + 44 s \| \| 6e \| Rafał Majka \| Pologne \| Bora-Hansgrohe \| + 49 s \| \| 7e \| Bauke Mollema \| Pays-Bas \| Trek-Segafredo \| + 55 s \| \| 8e \| Damiano Caruso \| Italie \| Bahrain-Merida \| + 56 s \| \| 9e \| Bob Jungels \| Luxembourg \| Deceuninck-Quick Step \| + 1 min 02 s \| \| 10e \| Davide Formolo \| Italie \| Bora-Hansgrohe \| + 1 min 06 s \| |                    |             |                       |                  |
| |                    |             |                       |                  |
| Source : ProCyclingStats |                    |             |                       |                  |
| Classement général |                    |             |                       |                  |
| Coureur | Coureur            | Pays        | Équipe                | Temps            |
| 1er | Primož Roglič      | Slovénie    | Team Jumbo-Visma      | 19 h 35 min 04 s |
| 2e | Simon Yates        | Royaume-Uni | Mitchelton-Scott      | + 35 s           |
| 3e | Vincenzo Nibali    | Italie      | Bahrain-Merida        | + 39 s           |
| 4e | Miguel Ángel López | Colombie    | Astana                | + 44 s           |
| 5e | Diego Ulissi       | Italie      | UAE Team Emirates     | + 44 s           |
| 6e | Rafał Majka        | Pologne     | Bora-Hansgrohe        | + 49 s           |
| 7e | Bauke Mollema      | Pays-Bas    | Trek-Segafredo        | + 55 s           |
| 8e | Damiano Caruso     | Italie      | Bahrain-Merida        | + 56 s           |
| 9e | Bob Jungels        | Luxembourg  | Deceuninck-Quick Step | + 1 min 02 s     |
| 10e | Davide Formolo     | Italie      | Bora-Hansgrohe        | + 1 min 06 s     |

| Classement par points | Classement par points | Classement par points | Classement par points | Classement par points |
| Coureur               | Coureur               | Pays                  | Équipe                | Points                |
| --------------------- | --------------------- | --------------------- | --------------------- | --------------------- |
| 1er                   | Pascal Ackermann      | Allemagne             | Bora-Hansgrohe        | 121 pts               |
| 2e                    | Fernando Gaviria      | Colombie              | UAE Team Emirates     | 93 pts                |
| 3e                    | Arnaud Démare         | France                | Groupama-FDJ          | 86 pts                |
| 4e                    | Caleb Ewan            | Australie             | Lotto-Soudal          | 66 pts                |
| 5e                    | Richard Carapaz       | Équateur              | Movistar Team         | 50 pts                |
| 6e                    | Matteo Moschetti      | Italie                | Trek-Segafredo        | 32 pts                |
| 7e                    | Primož Roglič         | Slovénie              | Team Jumbo-Visma      | 27 pts                |
| 8e                    | Diego Ulissi          | Italie                | UAE Team Emirates     | 25 pts                |
| 9e                    | Simon Yates           | Royaume-Uni           | Mitchelton-Scott      | 23 pts                |
| 10e                   | Miguel Ángel López    | Colombie              | Astana                | 21 pts                |

| Classement par points | Classement par points | Classement par points | Classement par points | Classement par points |
| Coureur               | Coureur               | Pays                  | Équipe                | Points                |
| --------------------- | --------------------- | --------------------- | --------------------- | --------------------- |
| 1er                   | Pascal Ackermann      | Allemagne             | Bora-Hansgrohe        | 121 pts               |
| 2e                    | Fernando Gaviria      | Colombie              | UAE Team Emirates     | 93 pts                |
| 3e                    | Arnaud Démare         | France                | Groupama-FDJ          | 86 pts                |
| 4e                    | Caleb Ewan            | Australie             | Lotto-Soudal          | 66 pts                |
| 5e                    | Richard Carapaz       | Équateur              | Movistar Team         | 50 pts                |
| 6e                    | Matteo Moschetti      | Italie                | Trek-Segafredo        | 32 pts                |
| 7e                    | Primož Roglič         | Slovénie              | Team Jumbo-Visma      | 27 pts                |
| 8e                    | Diego Ulissi          | Italie                | UAE Team Emirates     | 25 pts                |
| 9e                    | Simon Yates           | Royaume-Uni           | Mitchelton-Scott      | 23 pts                |
| 10e                   | Miguel Ángel López    | Colombie              | Astana                | 21 pts                |

| Classement de la montagne | Classement de la montagne | Classement de la montagne | Classement de la montagne   | Classement de la montagne |
| Coureur                   | Coureur                   | Pays                      | Équipe                      | Points                    |
| ------------------------- | ------------------------- | ------------------------- | --------------------------- | ------------------------- |
| 1er                       | Giulio Ciccone            | Italie                    | Trek-Segafredo              | 24 pts                    |
| 2e                        | François Bidard           | France                    | AG2R La Mondiale            | 6 pts                     |
| 3e                        | Marco Frapporti           | Italie                    | Androni Giocattoli-Sidermec | 4 pts                     |
| 4e                        | Primož Roglič             | Slovénie                  | Team Jumbo-Visma            | 4 pts                     |
| 5e                        | Louis Vervaeke            | Belgique                  | Team Sunweb                 | 3 pts                     |
| 6e                        | Łukasz Owsian             | Pologne                   | CCC Team                    | 3 pts                     |
| 7e                        | Simon Yates               | Royaume-Uni               | Mitchelton-Scott            | 2 pts                     |
| 8e                        | Ivan Santaromita          | Italie                    | Nippo-Vini Fantini-Faizanè  | 2 pts                     |
| 9e                        | Mirco Maestri             | Italie                    | Bardiani CSF                | 2 pts                     |
| 10e                       | Rafał Majka               | Pologne                   | Bora-Hansgrohe              | 1 pt                      |

| Classement de la montagne | Classement de la montagne | Classement de la montagne | Classement de la montagne   | Classement de la montagne |
| Coureur                   | Coureur                   | Pays                      | Équipe                      | Points                    |
| ------------------------- | ------------------------- | ------------------------- | --------------------------- | ------------------------- |
| 1er                       | Giulio Ciccone            | Italie                    | Trek-Segafredo              | 24 pts                    |
| 2e                        | François Bidard           | France                    | AG2R La Mondiale            | 6 pts                     |
| 3e                        | Marco Frapporti           | Italie                    | Androni Giocattoli-Sidermec | 4 pts                     |
| 4e                        | Primož Roglič             | Slovénie                  | Team Jumbo-Visma            | 4 pts                     |
| 5e                        | Louis Vervaeke            | Belgique                  | Team Sunweb                 | 3 pts                     |
| 6e                        | Łukasz Owsian             | Pologne                   | CCC Team                    | 3 pts                     |
| 7e                        | Simon Yates               | Royaume-Uni               | Mitchelton-Scott            | 2 pts                     |
| 8e                        | Ivan Santaromita          | Italie                    | Nippo-Vini Fantini-Faizanè  | 2 pts                     |
| 9e                        | Mirco Maestri             | Italie                    | Bardiani CSF                | 2 pts                     |
| 10e                       | Rafał Majka               | Pologne                   | Bora-Hansgrohe              | 1 pt                      |

| Classement du meilleur jeune | Classement du meilleur jeune | Classement du meilleur jeune | Classement du meilleur jeune | Classement du meilleur jeune |
| Coureur                      | Coureur                      | Pays                         | Équipe                       | Temps                        |
| ---------------------------- | ---------------------------- | ---------------------------- | ---------------------------- | ---------------------------- |
| 1er                          | Miguel Ángel López           | Colombie                     | Astana                       | 19 h 35 min 48 s             |
| 2e                           | Hugh Carthy                  | Royaume-Uni                  | EF Education First           | + 32 s                       |
| 3e                           | Pavel Sivakov                | Russie                       | Team Ineos                   | + 40 s                       |
| 4e                           | Pascal Ackermann             | Allemagne                    | Bora-Hansgrohe               | + 53 s                       |
| 5e                           | Tao Geoghegan Hart           | Royaume-Uni                  | Team Ineos                   | + 1 min 35 s                 |
| 6e                           | Caleb Ewan                   | Australie                    | Lotto-Soudal                 | + 1 min 42 s                 |
| 7e                           | Giovanni Carboni             | Italie                       | Bardiani CSF                 | + 2 min 09 s                 |
| 8e                           | Ben O'Connor                 | Australie                    | Dimension Data               | + 2 min 15 s                 |
| 9e                           | Nans Peters                  | France                       | AG2R La Mondiale             | + 2 min 23 s                 |
| 10e                          | Valentin Madouas             | France                       | Groupama-FDJ                 | + 2 min 36 s                 |

| Classement du meilleur jeune | Classement du meilleur jeune | Classement du meilleur jeune | Classement du meilleur jeune | Classement du meilleur jeune |
| Coureur                      | Coureur                      | Pays                         | Équipe                       | Temps                        |
| ---------------------------- | ---------------------------- | ---------------------------- | ---------------------------- | ---------------------------- |
| 1er                          | Miguel Ángel López           | Colombie                     | Astana                       | 19 h 35 min 48 s             |
| 2e                           | Hugh Carthy                  | Royaume-Uni                  | EF Education First           | + 32 s                       |
| 3e                           | Pavel Sivakov                | Russie                       | Team Ineos                   | + 40 s                       |
| 4e                           | Pascal Ackermann             | Allemagne                    | Bora-Hansgrohe               | + 53 s                       |
| 5e                           | Tao Geoghegan Hart           | Royaume-Uni                  | Team Ineos                   | + 1 min 35 s                 |
| 6e                           | Caleb Ewan                   | Australie                    | Lotto-Soudal                 | + 1 min 42 s                 |
| 7e                           | Giovanni Carboni             | Italie                       | Bardiani CSF                 | + 2 min 09 s                 |
| 8e                           | Ben O'Connor                 | Australie                    | Dimension Data               | + 2 min 15 s                 |
| 9e                           | Nans Peters                  | France                       | AG2R La Mondiale             | + 2 min 23 s                 |
| 10e                          | Valentin Madouas             | France                       | Groupama-FDJ                 | + 2 min 36 s                 |

| Classement par équipes | Classement par équipes      | Classement par équipes | Classement par équipes |
| Équipe                 | Équipe                      | Pays                   | Temps                  |
| ---------------------- | --------------------------- | ---------------------- | ---------------------- |
| 1re                    | Bora-hansgrohe              | Allemagne              | 58 h 48 min 06 s       |
| 2e                     | Mitchelton-Scott            | Australie              | + 29 s                 |
| 3e                     | UAE Team Emirates           | Émirats arabes unis    | + 36 s                 |
| 4e                     | Astana                      | Kazakhstan             | + 47 s                 |
| 5e                     | Deceuninck-Quick Step       | Belgique               | + 1 min 26 s           |
| 6e                     | EF Education First          | États-Unis             | + 2 min 09 s           |
| 7e                     | Bahrain-Merida              | Bahreïn                | + 2 min 19 s           |
| 8e                     | Movistar Team               | Espagne                | + 2 min 52 s           |
| 9e                     | AG2R La Mondiale            | France                 | + 3 min 13 s           |
| 10e                    | Androni Giocattoli-Sidermec | Italie                 | + 3 min 52 s           |

| Classement par équipes | Classement par équipes      | Classement par équipes | Classement par équipes |
| Équipe                 | Équipe                      | Pays                   | Temps                  |
| ---------------------- | --------------------------- | ---------------------- | ---------------------- |
| 1re                    | Bora-hansgrohe              | Allemagne              | 58 h 48 min 06 s       |
| 2e                     | Mitchelton-Scott            | Australie              | + 29 s                 |
| 3e                     | UAE Team Emirates           | Émirats arabes unis    | + 36 s                 |
| 4e                     | Astana                      | Kazakhstan             | + 47 s                 |
| 5e                     | Deceuninck-Quick Step       | Belgique               | + 1 min 26 s           |
| 6e                     | EF Education First          | États-Unis             | + 2 min 09 s           |
| 7e                     | Bahrain-Merida              | Bahreïn                | + 2 min 19 s           |
| 8e                     | Movistar Team               | Espagne                | + 2 min 52 s           |
| 9e                     | AG2R La Mondiale            | France                 | + 3 min 13 s           |
| 10e                    | Androni Giocattoli-Sidermec | Italie                 | + 3 min 52 s           |

## Abandons
- Tom Dumoulin (Sunweb) : abandon[1]
- Kristjan Koren (Bahrain-Merida) : non-partant[2]
- Jelle Vanendert (Lotto-Soudal) : abandon[3]